# Paul Howell (député)
Paul Howell (né le 10 janvier 1960) est un homme politique britannique du Parti conservateur qui est député pour Sedgefield dans le comté de Durham de 2019 à 2à24,.

## Carrière politique
Howell est conseiller au conseil du comté de Durham, après avoir été élu dans le quartier Aycliffe North et Middridge aux élections locales de 2017.

## Vie privée
Howell vit à Sedgefield toute sa vie. Il possède un portefeuille immobilier composé de neuf maisons à Darlington, cinq maisons à Durham et deux appartements dans le comté de Durham.